# Annabel Tavernier
Annabel Tavernier, née le 8 mars 1989 à Ostende, est une femme politique belge, membre de la Nieuw-Vlaamse Alliantie (N-VA).

## Biographie
Annabel Tavernier nait le 8 mars 1989 à Ostende.
Lors des élections régionales de 2019, elle est élue députée au Parlement flamand.